# Ганс Ріттер фон Шмідт
Ганс Ріттер фон Шмідт (нім. Hans Ritter von Schmidt; 13 серпня 1892 — 21 березня 1972, Ерланген) — німецький офіцер, оберстлейтенант вермахту. Кавалер Лицарського хреста Залізного хреста і лицарського хреста Військового ордена Максиміліана Йозефа.

## Біографія
Учасник Першої світової і Німецько-радянської війн. З 27 січня по серпень 1942 року — командир 546-го піхотного полку 389-ї піхотної дивізії. Відзначився під час Сталінградської битви.Восени 1945 року очолив штаб фольксштурму Ерлангена. Разом з обербургомістром Гербертом Олі переконав коменданта міста Вернера Лорлеберга здати Ерланген без бою американським військам, щоб уникнути бомбардувань. 16 квітня 1945 року місто здалось.

## Оцінка сучасниками
Жителі Ерлангена дуже поважали Шмідта за порятунок свого міста і як героя обох світових воєн.

## Нагороди
- Залізний хрест 2-го і 1-го класу
- Орден «За заслуги» (Баварія) 4-го класу з мечами
- Військовий орден Максиміліана Йозефа, лицарський хрест
- Почесний хрест ветерана війни з мечами
- Застібка до Залізного хреста 2-го і 1-го класу
- Лицарський хрест Залізного хреста (24 серпня 1942)